# Episodi di Nikita (serie televisiva 1997) (quinta stagione)
Questa voce contiene riassunti, dettagli e crediti dei registi e degli sceneggiatori della quinta stagione della serie TV Nikita. Inizialmente trasmessa con il titolo Nikita su CTV per il Canada ed in seguito con il titolo La Femme Nikita su USA Network per L'America dal gennaio 1997 a marzo 2001. 
In Italia è stata trasmessa in prima visione dal 23 giugno 1999 al 13 settembre 2002 sul canale Rai 2. Questa quinta stagione dal 25 luglio 2002 al 13 settembre 2002 è stata programmata con la messa in onda di un episodio per ogni appuntamento settimanale in fascia oraria da terza serata, con una sola pausa di una settimana a fine agosto.
La serie tv si sarebbe dovuta concludere con la quarta serie, solo che il finale proposto sugli schermi fu una vera delusione per tutti i fan che data l'insistenza hanno convinto la produzione a realizzare questa quinta serie di solo 8 episodi.
| nº | Titolo originale           | Titolo italiano          | Prima TV USA     | Prima TV Italia   |
| -- | -------------------------- | ------------------------ | ---------------- | ----------------- |
| 1  | Deja Vu All Over Again     | Tutto come prima         | 7 gennaio 2001   | 25 luglio 2002    |
| 2  | A Girl Who Wasn't There    | La ragazza che non c'era | 14 gennaio 2001  | 1º agosto 2002    |
| 3  | In Through the Out Door    | La scoperta              | 21 gennaio 2001  | 8 agosto 2002     |
| 4  | All the World's a Stage    | Palcoscenico             | 4 febbraio 2001  | 15 agosto 2002    |
| 5  | The Man Behind the Curtain | L'eminenza grigia        | 11 febbraio 2001 | 22 agosto 2002    |
| 6  | The Evil that Man Do       | Il male degli uomini     | 18 febbraio 2001 | 5 settembre 2002  |
| 7  | Let No Man Put Asunder     | Il figlio                | 25 febbraio 2001 | 12 settembre 2002 |
| 8  | A Time For Every Purpose   | Ogni cosa a suo tempo    | 4 marzo 2001     | 13 settembre 2002 |

## Tutto come prima
- Titolo originale: Deja Vu All Over Again
- Diretto da: Jon Cassar
- Scritto da: Robert Cochran

### Trama
Nikita viene rimandata alla Sezione Uno con l'intento di portare al successo un'ultima missione, distruggere una nuova coalizione terroristica "Il Collettivo". Il suo partner, dopo la scomparsa di Michael, diventa O'Brian, il poliziotto già visto nella prima serie e il suo rientro alla Sezione non è affatto facile visto che tutti la giudicano una “spia”. Soprattutto Operations che non crede che Michael sia morto e vuole a tutti i costi dimostrarlo per distruggere una volta per tutte Nikita.

## La ragazza che non c'era
- Titolo originale: A Girl Who Wasn't There
- Diretto da: Terry Ingram
- Scritto da: Lawrence Hertzog

### Trama
Nikita fa delle interessanti scoperte sul suo reclutamento alla Sezione. Esiste la possibilità che suo padre sia un operativo con il nome in codice “Flavius” e che abbia una sorella o un fratello identificato con l'iniziale del nome “M”. Quinn intanto riassembla l'intelligenza artificiale di Birkoff e regala ad Operations l'emozione di riavere Madeleine al suo fianco; si tratta di un ologramma ma talmente reale da interagire con le persone, Operations infatti molto soddisfatto promuove Quinn a livello 3.

## La scoperta
- Titolo originale: In Through the Out Door
- Diretto da: Rene Bonniere
- Scritto da: David Wolkove

### Trama
Dopo essersi salvata in tempo da un'esplosione alla presunta casa di suo padre Nikita comincia a soffrire di pesanti emicranie e una serie di disturbi conseguenze del processo Gellman. Durante una missione infatti è incapace di proseguire e viene aiutata da O'Brien anche se non si capisce bene da che parte stia visto che Operations gli ordina di tenere d'occhio Nikita e riferirgli tutte le sue azioni. Ma dopo che uccide un operativo che li stava seguendo il suo apporto diventa sincero ed insieme a Walter decide di aiutare Nikita.

## Palcoscenico
- Titolo originale: All the World's a Stage
- Diretto da: Joel Surnow
- Scritto da: David Wolkove

### Trama
Nikita è sempre più determinata a capire i reali motivi del suo reclutamento e ne approfitta durante una missione con Mr Jones. Gli punta una pistola contro e lo obbliga a dirle la verità … ma si rivela tutta una messinscena perché quello non è il vero Mr. Jones, si chiama Martin Henderson ed è solo un attore che è stato pagato per interpretare il ruolo di Mr. Jones.

## L'eminenza grigia
- Titolo originale: The Man Behind the Curtain
- Diretto da: Rene Bonniere
- Scritto da: Lawrence Hertzog

### Trama
Nikita finalmente si ritrova faccia a faccia con il suo vero padre, Mr. Jones che le svela di essersi rivelato perché nella Sezione c'è una talpa che passa le informazioni al Collettivo. L'obiettivo è categorico, bisogna scoprire di chi si tratta e i sospetti ricadono su Operations, O'Brian, Quinn e Walter … ma alla fine della puntata la vera talpa viene svelata, si tratta di Michael.

## Il male degli uomini
- Titolo originale: The Evil that Man Do
- Diretto da: Roy Dupuis
- Scritto da: Andrew J. Horne e Katherine Tomlinson

### Trama
Nikita e Mr. Jones continuano a cercare la talpa senza risultati … ma Mr. Jones dispone di un sofisticato computer che fa previsioni estremamente accurate. Infatti secondo lui la talpa è proprio Michael. Operations insiste cercando di convincere Mr. Jones che il corpo di Michael non è mai stato trovato e che sicuramente Nikita lo ha aiutato a fuggire. La ragazza ammette che Michael è ancora vivo e che probabilmente la contatterà presto.

## Il figlio
- Titolo originale: Let No Man Put Asunder
- Diretto da: Rene Bonniere
- Scritto da: Lawrence Hertzog

### Trama
Michael si mette in contatto con Nikita e gli chiede di riportarlo nella Sezione. Il Collettivo vuole suo figlio e solo attraverso la Sezione Michael può proteggerlo. Operations lo mette subito al corrente del fatto che Nikita è la figlia del capo e che ora comanda lei. I due amanti finalmente si ritrovano e Nikita si scusa con lui per avergli mentito dicendogli che non lo aveva mai amato. Intanto Operations scopre che il Collettivo s'infiltra nel database per cercare informazioni su Adam, per ricattare Michael. Paul non riuscendo a rintracciare Michael e Nikita decide di andare in missione per salvare Adam.

## Ogni cosa a suo tempo
- Titolo originale: A Time For Every Purpose
- Diretto da: Brad Turner
- Scritto da: Michael Loceff

### Trama
Adam viene catturato dal Collettivo che chiede in cambio Michael. Ovviamente Michael accetta lo scambio ma il Collettivo pretende che gli venga consegnato Mr. Jones. Intanto con la morte di Operations la Sezione vive in un clima di caos per determinare il suo successore. Michael finge di consegnare Mr Jones in realtà prende tempo per concordare un altro piano. Alla fine Michael saluta Nikita e si prepara a consegnarsi al Collettivo per essere ucciso, ma all'ultimo momento qualcun altro prenderà il suo posto...